# Ėl'vira Vasil'kova
Ėl'vira Adol'fovna Vasil'kova (in russo Эльвира Адольфовна Василькова?; 15 maggio 1962) è un'ex nuotatrice sovietica, dal 1992 bielorussa.

## Carriera
Specializzata nella rana, vide nelle Olimpiadi di Mosca 1980 l'evento più prolifico della propria carriera, dove raccolse una medaglia d'argento e una di bronzo.

## Palmarès
- Giochi olimpici estivi

Mosca 1980: argento nei 100m rana e bronzo nella 4x100m misti.